# Curette

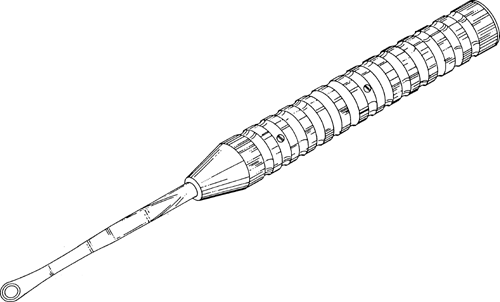
Disegno di una currette

Una curette (pronunciato: kyʀεt; dal francese cureter [grattare, raschiare]) o cucchiaio tagliente è uno strumento chirurgico, di diverse fogge, utilizzato per asportare, scarificare, raschiare o pulire.

## Usi
È usata, per esempio, per la biopsia, in dermatologia per l'asportazione di verruche o papule da molluscum contagiosum, in otorinolaringoiatria nell'adenoidectomia, in odontoiatria per la rimozione del tartaro sottogengivale e in ginecologia per il raschiamento della cavità uterina.